# NGC 4942
NGC 4942 é uma galáxia espiral barrada (SBcd) localizada na direcção da constelação de Virgo. Possui uma declinação de -07° 38' 56" e uma ascensão recta de 13 horas, 04 minutos e 19,0 segundos.
A galáxia NGC 4942 foi descoberta em 23 de Março de 1789 por William Herschel.